# Kristine Gjelsten Haugen
Pour les articles homonymes, voir Haugen.
Kristine Gjelsten Haugen est une skieuse alpine norvégienne, née le 24 août 1992.

## Biographie
Elle est présente sur le circuit de Coupe d'Europe depuis 2008. Aux Championnats du monde junior, sa meilleure performance est une quatrième place au slalom géant de l'édition 2012.
En décembre 2016, elle prend part à sa première manche de Coupe du monde.
Elle arrive dixième du slalom géant d'ouverture de la saison 2018-2019 à Sölden.
Aux Championnats du monde 2019, elle ne termine pas le slalom géant et est 29e du slalom.

## Palmarès

### Championnats du monde
| Épreuve / Édition | Descente | Super G | Slalom géant | Slalom | Combiné alpin |
| ----------------- | -------- | ------- | ------------ | ------ | ------------- |
| Mondiaux 2019 Åre |          |         | Abandon      | 29e    |               |

### Coupe du monde
- Meilleur classement général : 80e en 2019.
- Meilleur résultat : 10e.

| Année/Classement | Général | Général | Descente | Descente | Slalom | Slalom | Slalom géant | Slalom géant | Super G | Super G | Combiné | Combiné |
| Année/Classement | Class.  | Points  | Class.   | Points   | Class. | Points | Class.       | Points       | Class.  | Points  | Class.  | Points  |
| ---------------- | ------- | ------- | -------- | -------- | ------ | ------ | ------------ | ------------ | ------- | ------- | ------- | ------- |
| 2017             | 114e    | 7       | -        | -        | 56e    | 5      | 57e          | 2            | -       | -       | -       | -       |
| 2018             | 108e    | 16      | -        | -        | -      | -      | 35e          | 16           | -       | -       | -       | -       |
| 2019             | 80e     | 52      | -        | -        | 51e    | 14     | 30e          | 38           | -       | -       | -       | -       |

### Coupe d'Europe
- 2e du classement général en 2018.
- Vainqueur du classement du slalom géant en 2018.
- 2 victoires.